# Puchar Polski w piłce siatkowej mężczyzn (1993/1994)
Puchar Polski w piłce siatkowej mężczyzn 1993/1994 – 37. sezon rozgrywek o siatkarski Puchar Polski, rozgrywany od 1932 roku.

## Klasyfikacja końcowa
| Miejsce | Drużyna                      |
| ------- | ---------------------------- |
| 1.      | BBTS Włókniarz Bielsko-Biała |
| 2.      | AZS Yawal Częstochowa        |
| 3.      | Raków Częstochowa            |
| 4.      | Stilon Gorzów Wielkopolski   |